# وادي هدسون
يتكون وادي هدسون (بالإنجليزية: Hudson Valley)‏ (المعروف أيضًا باسم وادي نهر هدسون) من وادي نهر هدسون والمجتمعات المجاورة له في ولاية نيويورك الأمريكية. تمتد المنطقة من منطقة العاصمة بما في ذلك ألباني وتروي جنوبًا إلى يونكيرس في مقاطعة ويستتشستر، المتاخمة لمدينة نيويورك.